# ГЕС Чангінола I
ГЕС Чангінола I (ісп. Changuinola) – гідроелектростанція на заході Панами в провінції Бокас-дель-Торо. Використовує ресурс із річки Changuinola, котра впадає до Карибського моря за 15 км від кордону з Коста-Рикою.
В межах проекту Changuinola перекрили греблею із ущільненого котком бетону висотою 99 метрів та довжиною 600 метрів, яка потребувала 875 тис м3 матеріалу та утримує водосховище з площею поверхні 14 км2 та об’ємом 350 млн м3 (корисний об’єм 130 млн м3). Можливо відзначити, що якраз перед сховищем до Changuinola впадає значна ліва притока Калубре. Від резервуару під лівобережним гірським масивом прокладено підвідний дериваційний тунель довжиною 4,2 км.
Наземний машинний зал обладнали двома турбінами типу Френсіс потужністю по 106,4 МВт, які працюють при напорі у 103,6 метра. Крім того, для підтримки природної течії в річку біля греблі випускають певну кількість води через турбіну потужністю 9,7 МВт. За рік станція повинна виробляти понад 1 млрд кВт-год електроенергії.
Відпрацьована вода із машинного залу потрапляє у відвідний канал довжиною 0,2 км, який приєднується до Changuinola.
Видача продукції відбувається до підстанції, розрахованої на роботу під напругою 230 кВ.